# John Herschel
Sir John Frederick William Herschel (Slough, 7 maart 1792 – Collingwood, Kent, 11 mei 1871) was een Engels wiskundige en astronoom. Hij was de zoon van de astronoom William Herschel. Vanwege zijn grote verdiensten voor de maatschappij is hij begraven in Westminster Abbey.

## Biografie

### Jeugd en opleiding
John Herschel werd geboren als de zoon van astronoom William Herschel en Mary Baldwin. Caroline Herschel was zijn tante. Hij verkreeg zijn scholing op het Eton College en via privéonderwijs. In 1809 ging hij op St John's College van de Universiteit van Cambridge studeren. Charles Babbage en George Peacock waren hier medestudenten van Herschel. In 1812 richtten zij drieën de Analytical Society of Cambridge op. Het talent van Herschel viel al snel op en in 1812 diende hij zijn eerste wiskundige paper in bij de Royal Society waar hij het jaar daarop werd toegelaten. In 1813 verkreeg hij de eerste plek bij de wiskundige examens op Cambridge.
In 1814 ging hij in Londen studeren, maar dit avontuur was van korte duur. In de zomer van 1815 werd Herschel ziek en na zijn herstel keerde hij terug naar Cambridge om daar wiskunde te doceren. Een jaar later verliet hij de universiteit alweer om zijn vader te assisteren in diens astronomische onderzoek. Via zijn vader kreeg hij de kennis mee van het bouwen van telescopen. John Herschel was in 1820 betrokken bij de oprichting van de Royal Astronomical Society.

#### Astronomisch werk
Herschel ging verder met de observatie van dubbelsterren die waren gecatalogiseerd door zijn vader. Het onderzoeken van de bewegingen van deze sterrenparen was belangrijk in het onderzoeken van de zwaartekrachten in het universum. Hierin werd hij bijgestaan door James South. De catalogus die zij samenstelden werd in 1824 gepubliceerd in de Philosophical Transactions. Hiervoor verkreeg hij de gouden medaille van de Royal Society en de Lalandemedaille van de Académie des sciences.

### Reis naar het zuidelijk halfrond
Om het werk van zijn vader te kunnen voltooien moest John Herschel de sterrenhemel bestuderen die in het noordelijke Engeland niet zichtbaar was en daardoor moest hij een reis ondernemen naar het zuidelijk halfrond. In 1832 begon hij met de voorbereidingen van zijn reis en in november 1833 reisde hij samen met zijn familie af naar de Britse Kaapkolonie. Herschel en zijn familie vestigden zich in de Nederlandse boerderij Feldhausen, net ten zuiden van Kaapstad. In totaal bracht Herschel vier jaar door in de Kaapkolonie en toen Herschel terugkeerde naar Engeland in 1838 had hij de locatie van 68.948 sterren genoteerd. Ook had hij een beschrijving gemaakt van de Orionnevel en de Magelhaense wolken.

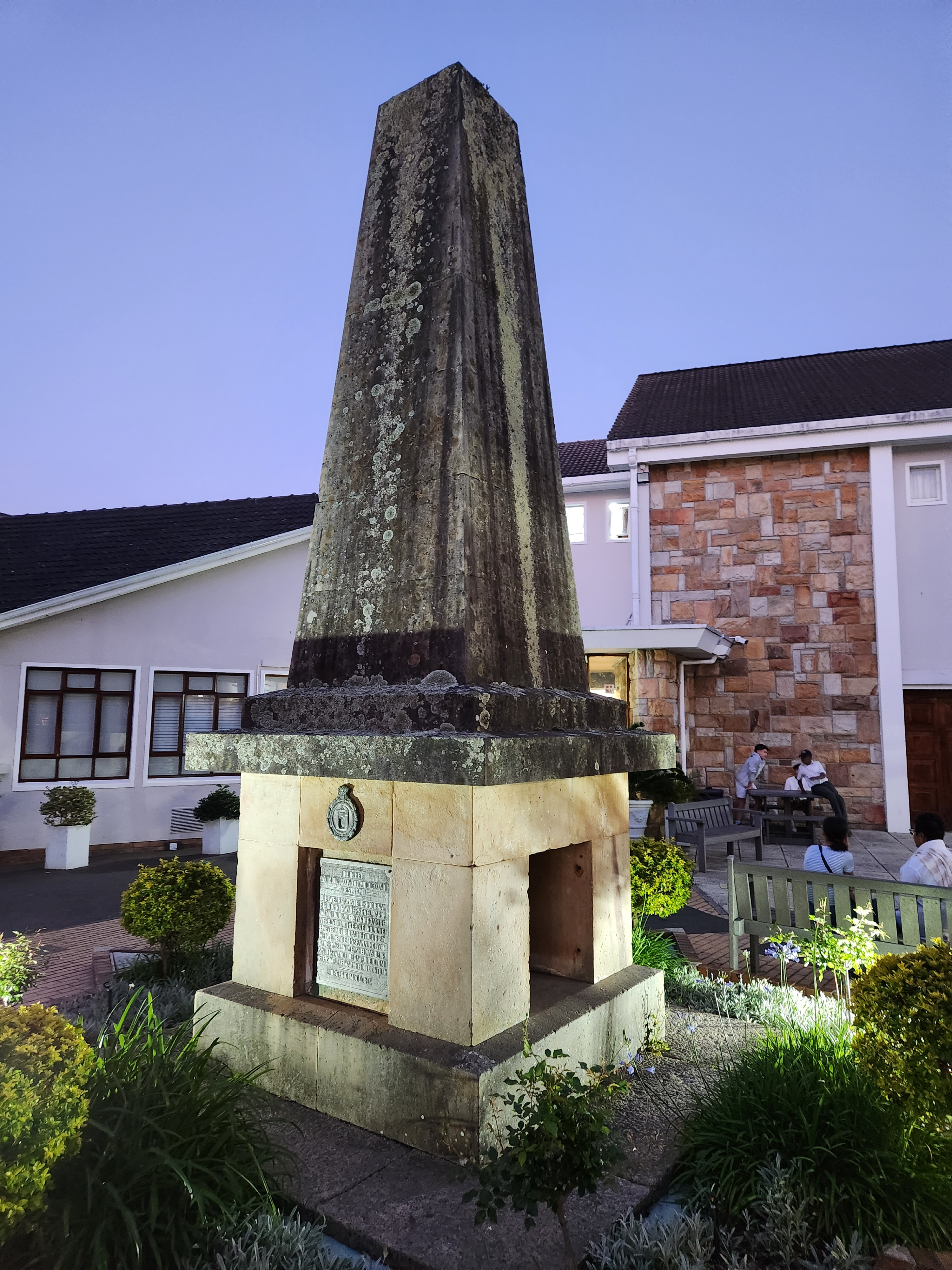
Herschel Memorial Obelisk in Claremont, Kaapstad

### Later werk
In de jaren veertig van de 19e eeuw werkte John Herschel aan de Outlines of Astronomy dat in 1849 werd gepubliceerd. Zijn werk was zo populair dat het zelfs vertaald werd in het Arabisch en het Mandarijn. Het merendeel van zijn tijd besteedde hij aan het schrijven van Results of Astronomical Observations, Made During the Years 1834–38 at the Cape of Good Hope dat in 1847 uitkwam. In 1842 vond Herschel de Cyanotypie uit en tevens was hij de eerste die de term "fotografie" verzon.
Aan het einde van 1850 werd John Herschel aangesteld tot Muntmeester. Door de spanning van zijn werk verslechterde zijn gezondheid en raakte hij depressief. In 1855 nam hij afscheid van zijn werk bij de Royal Mint en de laatste jaren van zijn leven spendeerde Herschel aan het catalogiseren van dubbelsterren en van sterrennevels.

## Onderscheidingen
In 1821 en 1847 kreeg Herschel de Copley Medal. In 1824 verkreeg hij de Gouden medaille van de Royal Astronomical Society en de Lalandemedaille in 1825. Vervolgens werd hij in 1831 geridderd.

## Trivia
Terwijl Herschel zijn onderzoek deed in de Kaapkolonie, bracht een pas opgerichte Amerikaanse sensatiekrant, de New York Sun, een serie verzonnen artikelen over zijn ontdekkingen. In geuren en kleuren werden flora en fauna van de maan beschreven, zoals die door de astronoom zouden zijn waargenomen. De oplage van de krant steeg hierdoor sterk. Dit gebeuren staat bekend als de Great Moon Hoax.
Toen Sir John Herschel zijn reis naar Zuid-Afrika ondernam en zijn schip te Kaapstad aankwam, zag hij de bijna Volle Maan opgaan boven de Tafelberg, die beschenen was door de ondergaande zon. Het trof hem, dat de maan minder helder leek dan de rotsen, en hij besloot hieruit dat de maanoppervlakte uit donkere gesteenten moet bestaan.